# Stopplaats Veenklooster-Twijzel
Veenklooster-Twijzel (afkorting Vkt) is een voormalige halte aan de Nederlandse spoorlijn Harlingen - Nieuwe Schans. De halte lag bij Veenklooster en Twijzel tussen de huidige stations De Westereen en Buitenpost.